# Polazzodus
Polazzodus è un genere di pesci ossei estinto, appartenente ai picnodontiformi. Visse nel Cretaceo superiore (Santoniano, circa 85 milioni di anni fa) e i suoi resti fossili sono stati ritrovati in Italia.

## Descrizione
Queto pesce possedeva un corpo ovale e appiattito lateralmente, non particolarmente alto e generalmente simile a quello degli affini Pycnodus e Tergestinia, anche se più ovale rispetto a questi ultimi. La specie Polazzodus coronatus solitamente non raggiungeva i 10 centimetri di lunghezza, mentre P. gridellii poteva superare i 12 centimetri. 
Polazzodus si differenziava dagli altri picnodonti soprattutto per un cleitro fortemente apomorfico, con numerose caratteristiche: espansione dei processi posteriori dorsali e ventrali; profonda tacca per l'inserimento della pinna; espansione dell'angolo posteroventrale tra i rami dell'osso; e allungamento anteriore dell'arto anteroventrale in modo che l'osso non fosse subverticale. 
Era inoltre presente una combinazione unica di caratteri derivati: lacuna postcefalica (sopraoccipitale) assente; bordo anteriore della mascella a forma di ascia liscio; ultima spina neurale che non supporta raggi precorrenti della pinna caudale ridotti a vestigiali; pinne dorsale e anale acuminate. La specie tipo, P. coronatus, era inoltre caratterizzata dalla presenza di una scaglia della cresta dorsale molto lunga e larga, con una cresta longitudinale centrale e un cospicuo uncino anteriore.

## Classificazione

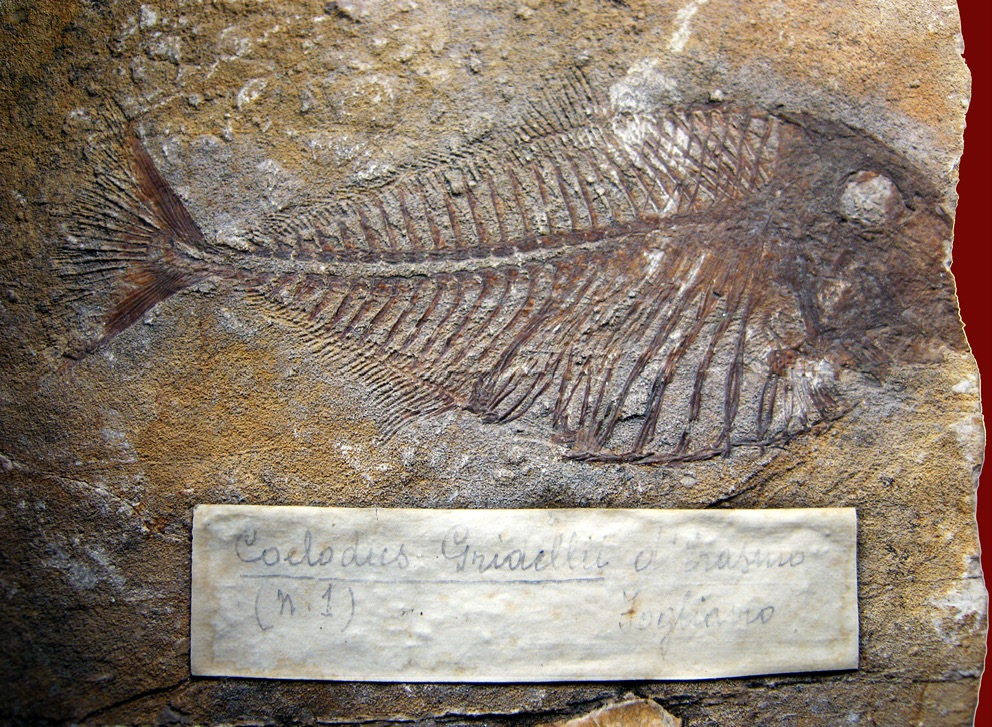
Fossile di Polazzodus gridellii

Polazzodus è un rappresentante dei picnodontidi, la famiglia di pesci picnodontiformi comprendente anche il genere eponimo Pycnodus e numerose altre forme note dal Giurassico all'Eocene. In particolare, sembra che Polazzodus fosse un membro derivato della famiglia, all'interno della sottofamiglia Pycnodontinae. 
Il genere Polazzodus venne descritto per la prima volta nel 2010, sulla base di resti fossili ottimamente conservati, provenienti dalla zona di Polazzo in provincia di Gorizia, in terreni risalenti al Santoniano; la specie tipo è Polazzodus coronatus. Un'altra specie, P. gridellii, è nota per fossili provenienti dalla stessa zona e precedentemente noti come Coelodus gridellii. Altri fossili attribuiti con qualche dubbio a questo genere sono stati scoperti in Slovenia, in terreni un po' più antichi (Albiano - Cenomaniano).

## Paleoecologia
Il paleoambiente di Polazzo era una grande piattaforma carbonatica marina con lagune interne poco profonde formate da scogliere di rudiste. Polazzodus era un tipico pesce di scogliera, dalla forma del corpo perfettamente adattata a manovrare in ambienti angusti.